# Berrocalejo de Aragona
Berrocalejo de Aragona település Spanyolországban, Ávila tartományban. Berrocalejo de Aragona Ávila, Tolbaños és Mediana de Voltoya községekkel határos. Lakosainak száma 56 fő (2024).

## Népesség
A település népessége az utóbbi években az alábbiak szerint változott:
| Lakosok száma | 53   | 52   | 53   | 50   | 49   | 46   | 48   | 46   | 49   | 56   |
|               | 2001 | 2004 | 2006 | 2009 | 2011 | 2014 | 2016 | 2019 | 2021 | 2024 |